# Intelligent Energy Europe

Logo de l'IEE

Le programme Intelligent Energy Europe (IEE) [en français Programme Énergie intelligente pour l'Europe (EIE)] était un projet financé de 2007 à 2013 par la Commission européenne dont le but était de développer un réseau de compétences européenne dans le domaine des énergies renouvelables et de l'efficacité énergétique. Le projet s'était fixé pour cela plusieurs thèmes centraux d'étude : l'efficacité énergétique dans l'industrie, la gestion locale et régionale de l'énergie, l'énergie renouvelable et enfin les transports.
Ce projet était inclus dans un programme plus large nommé CIP (en anglais, Competitiveness and Innovation Framework Programme ; en français, Programme-cadre de compétitivité et innovation).
Elle a notamment financé le projet Wineur (Wind Energy Integration in the Urban Environment) dont le but était de tester l'efficacité de petites éoliennes en milieu urbain, réduisant ainsi les pertes énergétiques liées aux transport de l’électricité sur les grandes distances et l’intérêt potentiel de son intégration dans un système de smart grid.